# Pierre Pinaud

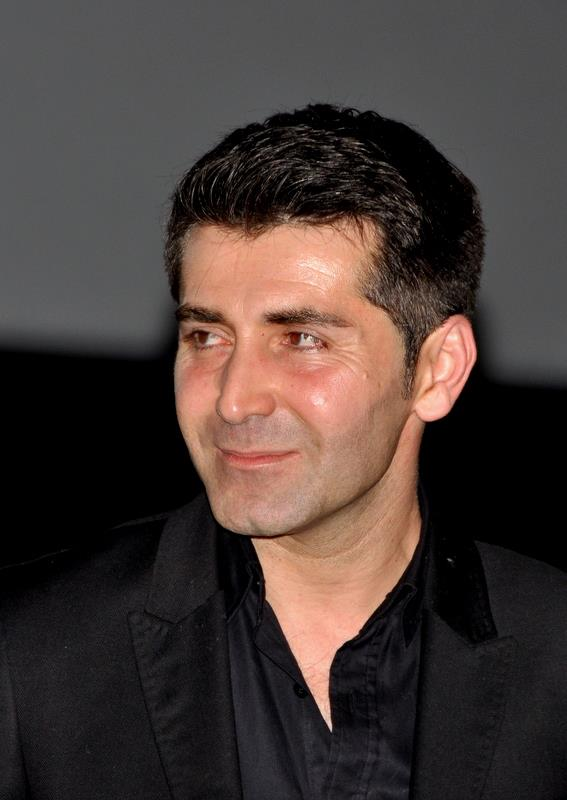
Pierre Pinaud 2012

Pierre Pinaud (* 30. März 1969 in Montauban) ist ein französischer Filmregisseur und Drehbuchautor.

## Leben
Pinaud studierte zunächst Veterinärmedizin in Toulouse. Es folgte bis 1992 ein Filmstudium an der École Louis Lumière. Pinaud realisierte seinen ersten Kurzfilm Conte sans fée im Jahr 1996. Sein erster größerer Erfolg wurde der 1999 erschienene Kurzfilm Mein schwules Kaninchen, der auf zahlreichen internationalen Festivals lief. Auf den Internationalen Kurzfilmtagen Oberhausen gewann der Film den Preis des Kinder- und Jugendfilmwettbewerbs (11 bis 14 Jahre); auf dem Ourense Independent Film Festival wurde er mit den Jurypreis ausgezeichnet. Weitere Kurzfilme folgten, so 2002 Fonctions annexes und 2003 Submersible.
Im Jahr 2004 arbeitete Pinaud an seinem ersten Langfilm, wobei er Serpentine Teyssier in der Hauptrolle besetzen wollte. Er hatte sie bereits in Mein schwules Kaninchen in der Rolle der Mutter besetzt. Das Projekt kam nie zustande, führte ihn jedoch in einen finanzielle Krise. Pinaud zog sich zunächst aus dem Filmgeschäft zurück, bevor er sich erneut dem Kurzfilm zuwandte. Für Teyssier schrieb er die Hauptrolle in seinem nächsten Kurzfilm Les miettes: Der Film um eine Fabrikarbeiterin und den surrealen Wegzug ihrer Arbeitsstätte entstand als Stummfilm. Les miettes lief unter anderem 2008 auf dem Festival du Court-Métrage de Clermont-Ferrand und wurde 2009 im Rahmen der Semaine de la critique der Internationalen Filmfestspiele von Cannes aufgeführt. Pinaud gewann für Les miettes 2009 den César in der Kategorie Bester Kurzfilm.
Bei Sag, dass du mich liebst führte Pinaud erstmals Langfilmregie, wobei Teyssier an der Seite von Karin Viard und Nicolas Duvauchelle eine Nebenrolle übernahm. Der Film um eine Radiomoderatorin, die ihre leibliche Mutter kennenlernt, kam 2012 in die französischen Kinos. Pinaud widmete sich anschließend dem Drehbuchschreiben und pflegte seine schwerkranke Mutter. Mit Der Rosengarten von Madame Vernet, in dem Catherine Frot die Hauptrolle einer Rosenzüchterin übernahm, erschien 2020 der zweite Langfilm. Pinaud widmete ihn seiner verstorbenen Mutter, die ihn dazu ermutigt hatte.

## Filmografie
- 1996: Conte sans fée (Kurzfilm)
- 1999: Mein schwules Kaninchen (Gelée précoce) (Kurzfilm)
- 2001: Domaine interdit (Dokumentarfilm)
- 2002: Fonctions annexes (Kurzfilm)
- 2003: Submersible (Kurzfilm)
- 2008: Les miettes (Kurzfilm)
- 2012: Sag, dass du mich liebst (Parlez-moi de vous)
- 2020: Der Rosengarten von Madame Vernet (La fine fleur)

## Auszeichnungen
- 2000: Preis des Kinder- und Jugendfilmwettbewerbs (11 bis 14 Jahre), Internationale Kurzfilmtage Oberhausen, für Mein schwules Kaninchen
- 2000: Jurypreis für den besten Kurzfilm, Ourense Independent Film Festival (OUFF), für Mein schwules Kaninchen
- 2008: Preis der Jugendjury im nationalen Wettbewerb, Festival du Court-Métrage de Clermont-Ferrand, für Les miettes
- 2009: César, Bester Kurzfilm, für Les miettes
- 2009: Kritikerpreis Bester Kurzfilm, Syndicat Français de la Critique de Cinéma et des Films de Télévision, für Les miettes